# Комунига
Комуни́га (болг. Комунига) — село в Кирджалійській області Болгарії. Входить до складу общини Черноочене.

## Населення
За даними перепису населення 2011 року у селі проживали 1184 особи.
Національний склад населення села:
| Національність   | Кількість осіб | Відсоток |
| ---------------- | -------------- | -------- |
| турки            | 1111           | 97,9%    |
| болгари          | 21             | 1,9%     |
| цигани           | 0              | 0%       |
| Всього відповіли | 1135           |          |

Розподіл населення за віком у 2011 році:
Динаміка населення: